# Bernhard Weiss (juriste)
Pour les articles homonymes, voir Bernhard Weiss et Weiss.
Bernhard Weiss, né le 30 juillet 1880 à Berlin et mort le 29 juillet 1951 à Londres, est un juriste allemand, vice-président de la préfecture de police de Berlin pendant la république de Weimar. Membre du Deutsche Demokratische Partei, Weiss s'est fait le défenseur de la démocratie parlementaire, contre les extrémismes de droite comme de gauche, et s'est illustré comme adversaire du nazisme.

## Biographie
Né dans une famille de la bourgeoisie juive libérale de Berlin, Bernhard Weiss obtient son doctorat en droit après avoir fait ses études dans les universités de Berlin, de Munich, de Fribourg-en-Brisgau et de Wurtzbourg.
Il s'engage en 1904 comme volontaire dans l'armée bavaroise, où il est officier de réserve, les Juifs n'étant pas admis dans l'armée prussienne. Pendant la Première Guerre mondiale, il est promu capitaine de cavalerie et sa bravoure lui vaut la croix de fer de première classe.
Très actif dans la communauté juive de Berlin, il fait partie du séminaire rabbinique réformé et du Centralverein deutscher Staatsbürger jüdischen Glaubens (en) (Union générale des citoyens allemands de religion juive), association destinée à protéger les droits des Juifs d'Allemagne tout en revendiquant leur identité allemande.
Bernhard Weiss ne tarde pas à devenir un avocat puis un juge de renom. Il est le premier Juif à intégrer la fonction publique dans l'Empire allemand.

## Galerie

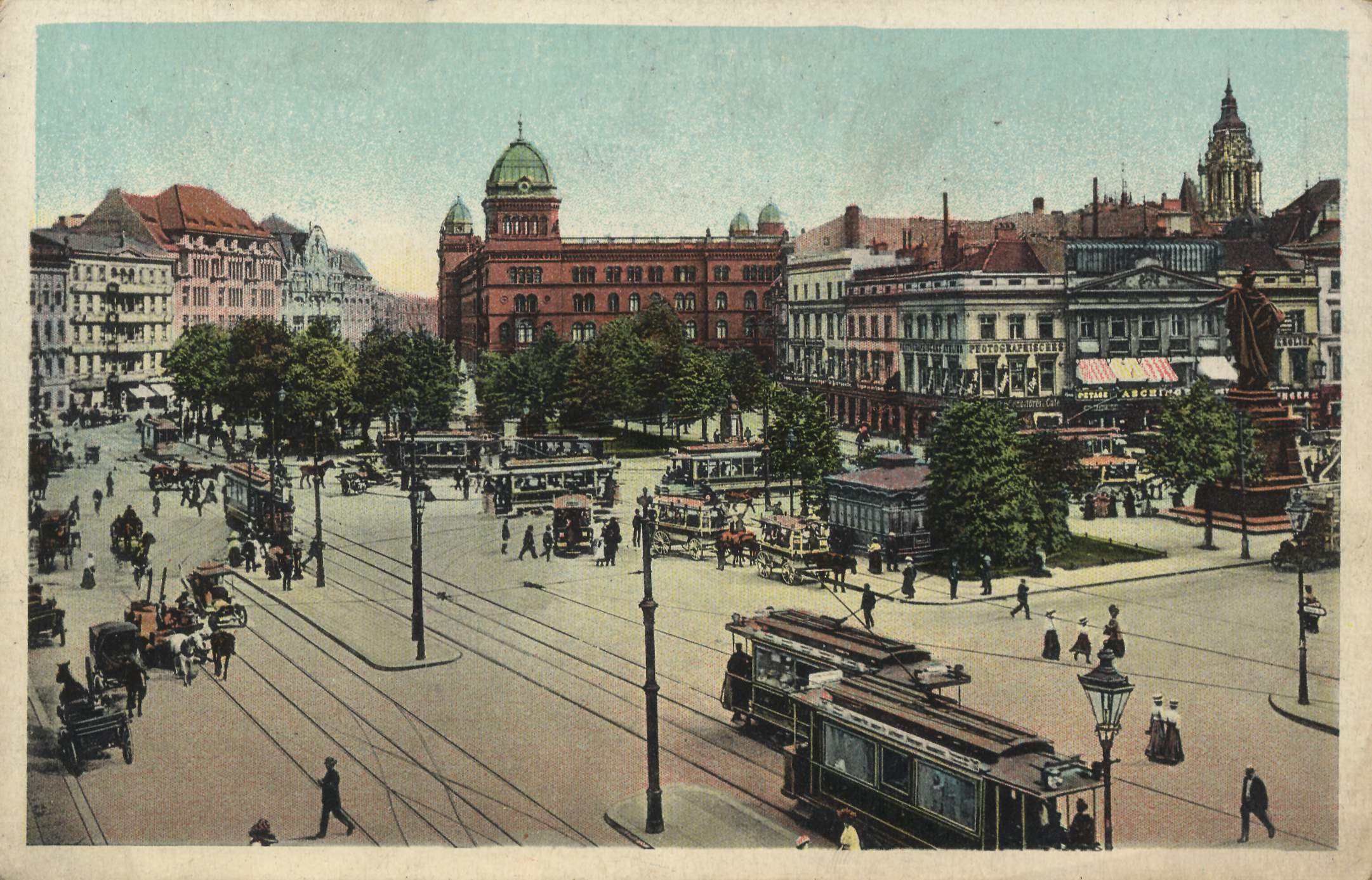
Alexanderplatz avec la préfecture de police en rouge au centre, v. 1900.
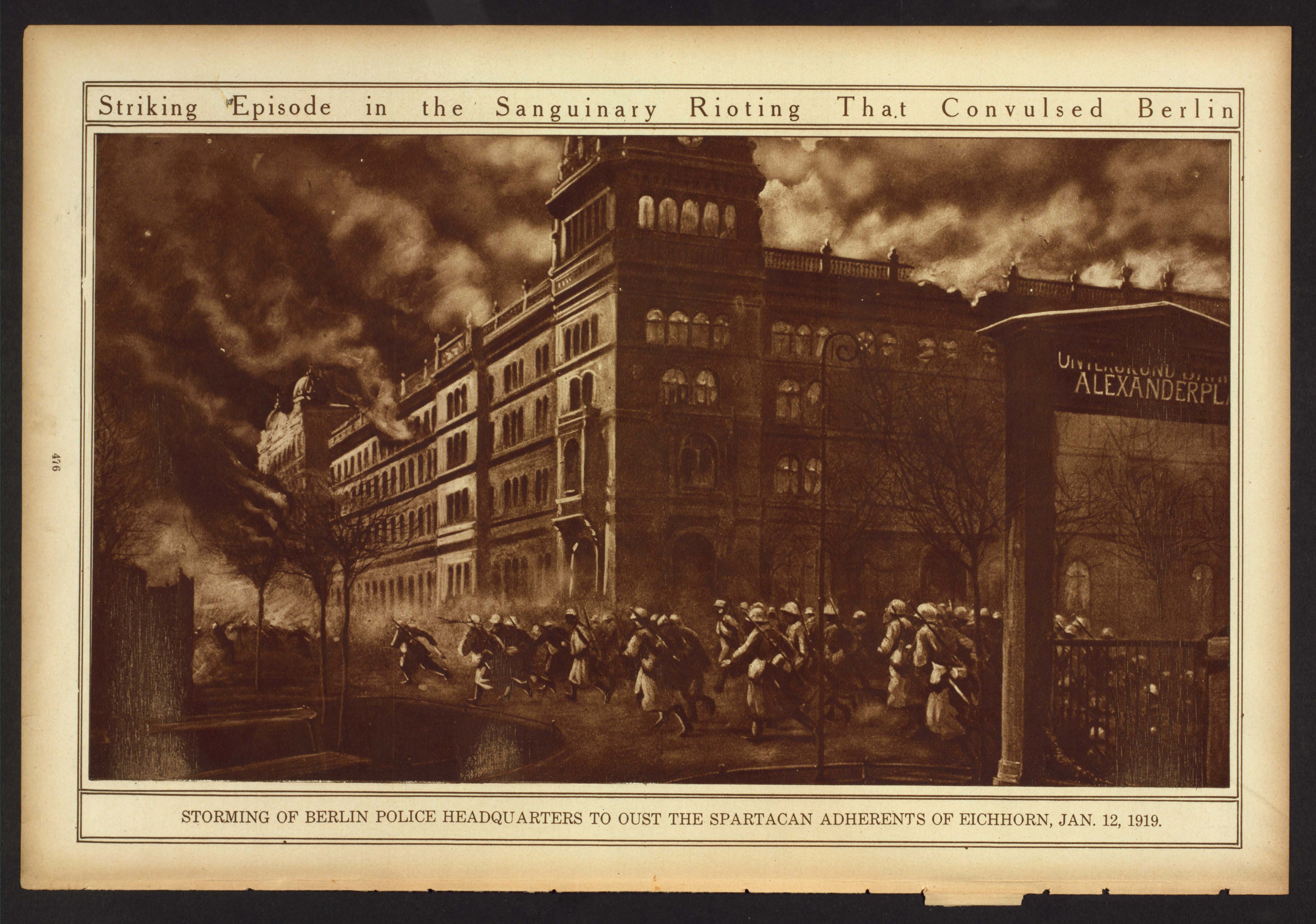
Assaut de la préfecture de police de Berlin tenue par les partisans de la Ligue spartakiste, The New York Times, 1919.
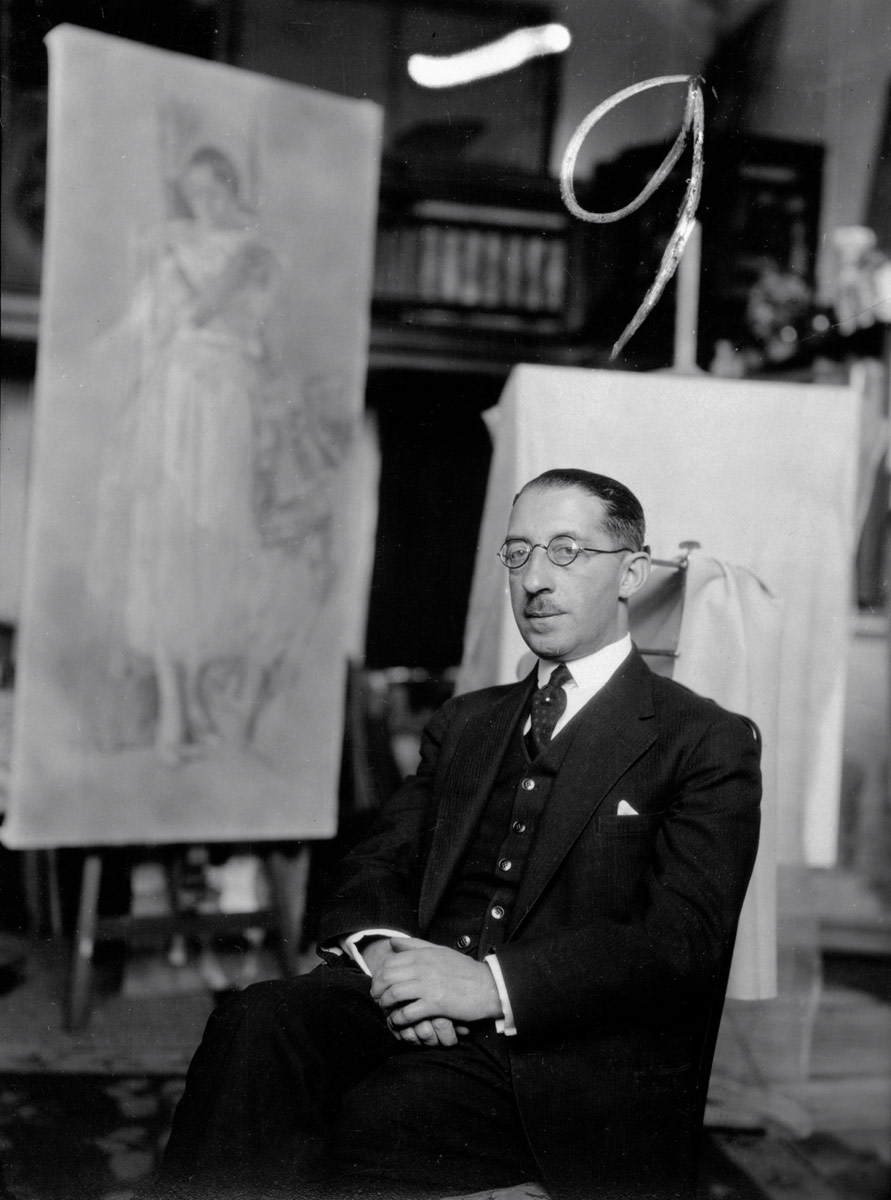
Bernhard Weiss, photographie d'Emil Orlik, années 1920.
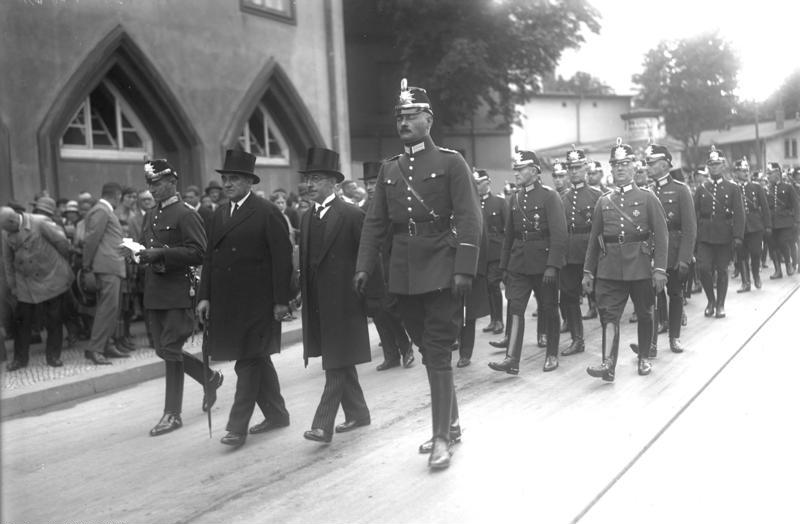
Bernhard Weiss avec Magnus Heimannsberg (de) et Albert Grzesinski aux obsèques des policiers assassinés Paul Anlauf et Franz Lenck, 1931.
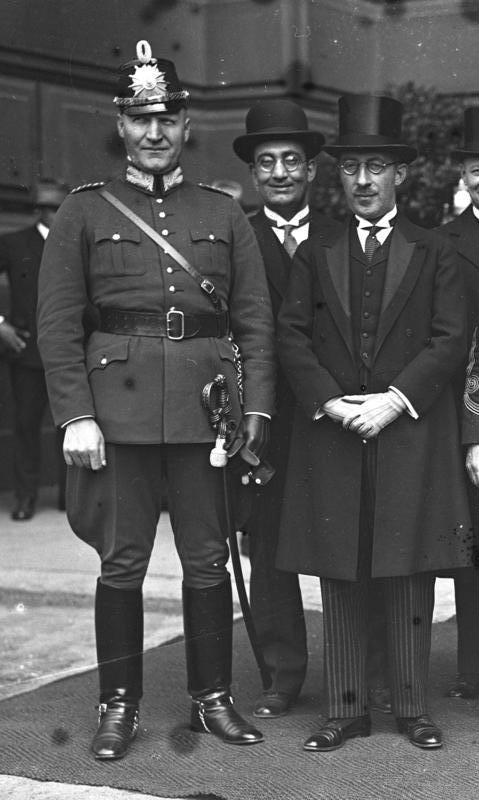
Bernhard Weiss et Magnus Heimannsberg, 1932.
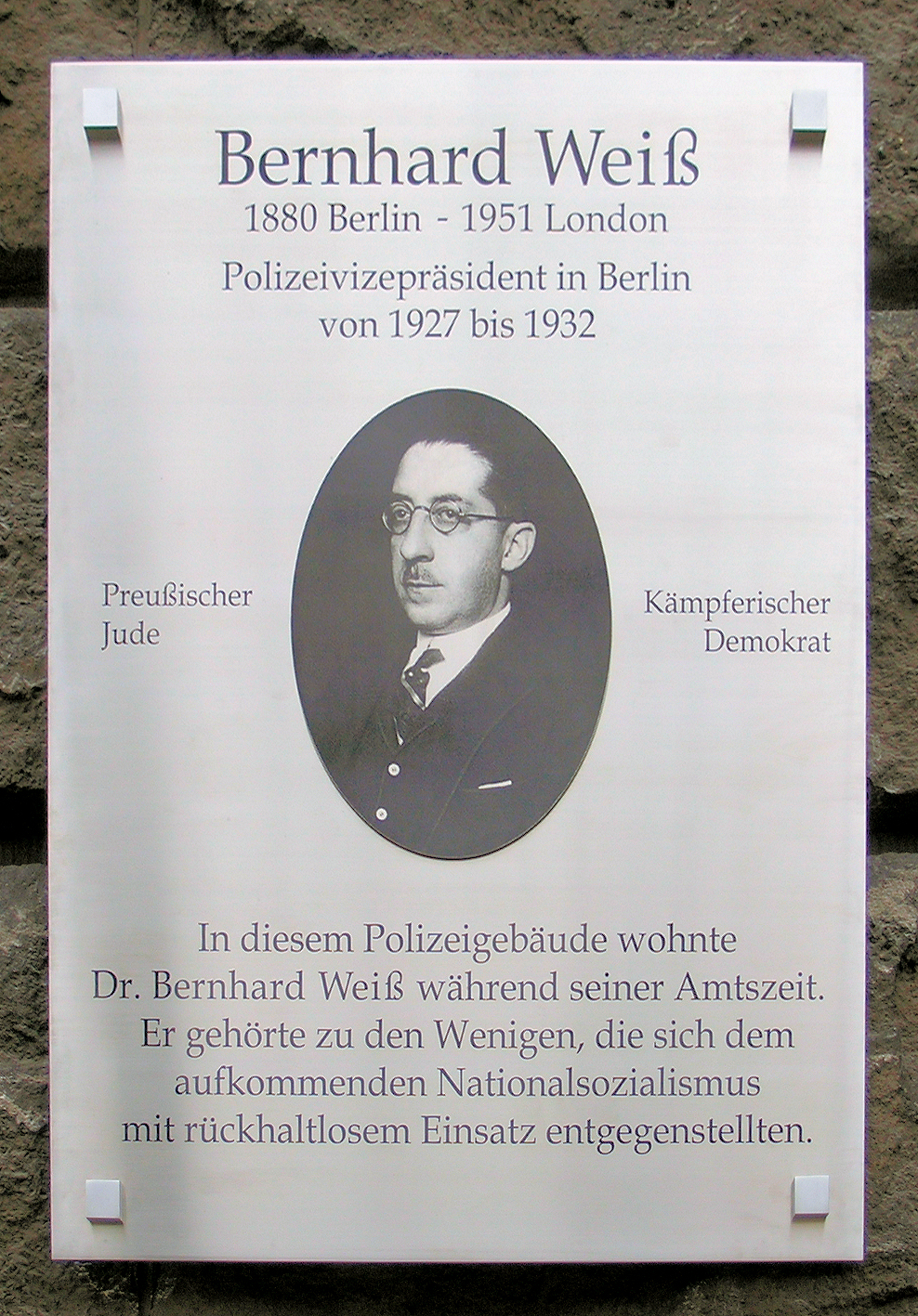
Plaque sur la maison de Weiss au Kaiserdamm 1, à Berlin-Charlottenburg.

## Postérité

### Hommages
Le parvis de la gare de Berlin Friedrichstraße et l'Alexanderplatzstrasse dans le centre de Berlin portent le nom der Bernhard Weiss. Une plaque commémorative se trouve sur la maison où il habitait.
En 2007, la Fédération des soldats juifs allemands a créé une médaille en sa mémoire, la Bernhard-Weiß-Medaille, pour récompenser les Allemands qui respectent les valeurs de tolérance et de bienveillance.

### Littérature
Bernhard Weiss apparaît comme personnage secondaire dans la série de romans de Philip Kerr consacrée à Bernie Gunther : dans l'entre-deux-guerres, Bernie commence sa carrière de policier comme inspecteur à la Kripo de Berlin, sous les ordres de Bernhard Weiss, qu'il admire et respecte. Bernie regrettera toujours la fin de la république de Weimar et l'éviction de Weiss par les nazis.

### Télévision
Le film documentaire Der Mann, der Goebbels jagte (2003), de Reiner Brückner et Mathias Haentjes, montre Bernhard Weiss en tant que défenseur des valeurs républicaines.
La série télévisée allemande Babylon Berlin (2017), située en 1929, met en scène un personnage de fiction, August Benda, inspiré de Weiss.